# 溥侗
愛新覚羅 溥侗（あいしんかくら ふとう、1877年8月16日 - 1952年6月）は、中国の政治家。満州人。愛新覚羅氏。一等鎮守府将軍。民国四公子の一人。字は後斎。号は西園、紅豆館主。清の国歌「鞏金甌」の作曲者である。

## 生涯
1877年（光緒3年）8月16日生まれ。載治の五男。「侗五爺」と称された。1881年（光緒7年）、父が死去し、鎮守府将軍となる。
勅命を受けて上書房で学び、音律を修め、譚鑫培（京劇作家）に師事し、また、黄勉之に古琴を習う。
1927年に楽律研究所所長となり、その後、清華大学や北平女子文理学院（後の北平大学）で崑曲を教える。日中戦争時には対日協力派の汪兆銘政権で要職を務める。1952年、長い闘病生活の末に上海で死去。

## 家族
- 父：載治
- 母：スワン・グワルギャ（蘇完瓜爾佳）氏
- 兄：溥健、溥偕、溥侃、溥倫
- 長男：毓崍
- 次男：毓巎
- 三男：毓崀